# Rhizomucor pusillus
Rhizomucor pusillus är en svampart som först beskrevs av Lindt, och fick sitt nu gällande namn av Schipper 1978. Rhizomucor pusillus ingår i släktet Rhizomucor och familjen Mucoraceae.   Inga underarter finns listade i Catalogue of Life.